# リツェイ
リツェイ（ウクライナ語: Ліцей、ロシア語: Лицей）は、主にウクライナやロシア、東ヨーロッパ諸国における中等教育機関の一種で、物理学、数学、情報学などの専門教育を提供する寄宿学校である。リツェイは大学と提携することが多く、学術オリンピックや競技会での成果を特徴とする。歴史的には、帝政ロシア時代に貴族の子弟を対象とした高等教育機関として設立された例もある。

## 歴史
リツェイの起源は、18～19世紀の帝政ロシアに遡る。1811年に設立されたツァールスコエ・セロー・リツェイは、貴族の子弟を対象に国家官僚や軍人を養成する目的で創設され、詩人アレクサンドル・プーシキンなどの著名な卒業生を輩出した。ソビエト連邦時代には、科学技術の発展に伴い、物理学や数学に特化したリツェイが各地で設立された。ウクライナでは、1963年にキーウ大学付属物理数学リツェイが設立され、ヴィクトル・グルシュコフら科学者の主導で専門教育が推進された。
ソビエト崩壊後、ウクライナやロシアでは教育の多様化が進み、リツェイは公立・私立の形態で増加した。ウクライナでは、数学や情報学の国際オリンピックで活躍する生徒を輩出する機関として知られる。

## 教育の特徴
リツェイは、以下のような特徴を持つ：
- 専門教育：物理学、数学、情報学、化学などに重点を置き、標準的な中等教育よりも高度なカリキュラムを提供[要出典]。ウクライナのリツェイでは、8～9年生（日本の小学6年～中学3年相当）から選抜試験を経て入学する[1].
- 寄宿制：多くのリツェイは寮を備え、全国から集まった生徒が共同生活を送る[1]。
- 学術競技：学術オリンピックや全国競技会への参加が奨励され、国際的な成果を上げる生徒も多い[2]。
- 大学進学：リツェイの卒業生は、国内外の一流大学に進学する割合が高い。ウクライナでは、外部独立評価（ЗНО）での高得点者が多い[1]。

ロシアでは、リツェイはギムナジウムと区別され、自然科学や技術科目に特化する傾向がある。一方、ウクライナでは人文科学や社会科目のリツェイも存在する。

## 著名なリツェイ
- キーウ大学付属物理数学リツェイ：1963年設立。ウクライナを代表する物理・数学専門の寄宿学校で、国際オリンピックで多数のメダルを獲得[2]。
- リヴィウ物理数学リツェイ：ウクライナ西部のリツェイで、科学技術分野の教育に特化[6]。
- ツァールスコエ・セロー・リツェイ：1811年設立。帝政ロシアの貴族教育機関で、アレクサンドル・プーシキンやアレクサンドル・ゴルチャコフを輩出[3]。
- 第281リツェイ：ロシア・サンクトペテルブルクの自然科学特化のリツェイ。2008年にリツェイ認定を受けた進学校[7]。